# Luis Martín Núñez
Luis Martín Núñez, más conocido como Luis Martín, (Bilbao, Vizcaya, País Vasco, España, 5 de agosto de 1966) es un exfutbolista español. Se desempeñaba en la posición de centrocampista.

## Trayectoria
Luis se formó en la cantera del Athletic Club. En 1984 dio el salto al Bilbao Athletic, que se encontraba en Segunda División. En 1988 se incorporó al Barakaldo CF, fichando en febrero de 1989 por el RCD Espanyol. Con el equipo catalán debutó en Primera División el 26 de febrero con un empate ante el CD Logroñés. Al año siguiente logró el ascenso a Primera División, tras el descenso de 1989 del club blanquiazul. En 1991 fichó por el Palamós, tras una temporada con pocos minutos en Primera.
En la temporada 1993-94 jugó en el Barakaldo y, la segunda parte de la temporada en la Gramenet. Jugaría en ambos equipos las dos siguientes campañas, primero en el cuadro vizcaíno y al año siguiente en el catalán, logrando una buena cifra de goles en ambos conjuntos. En 1996 fichó por el FC Andorra, donde siguió siendo titular. Se retiró en las filas del Poli Almería en 1999.

## Clubes
| Club                       | País   | Temporada   |
| -------------------------- | ------ | ----------- |
| Bilbao Athletic            | España | 1984 - 1986 |
| Barakaldo CF               | España | 1988 - 1989 |
| RCD Espanyol               | España | 1989 - 1991 |
| Palamós CF                 | España | 1991 - 1993 |
| Barakaldo CF               | España | 1993 - 1994 |
| UDA Gramenet               | España | 1994        |
| Barakaldo CF               | España | 1994 - 1995 |
| UDA Gramenet               | España | 1995 - 1996 |
| FC Andorra                 | España | 1996 - 1997 |
| Club Polideportivo Almería | España | 1997 - 1999 |